# Japán a 2011-es úszó-világbajnokságon
Japán a 2011-es úszó-világbajnokságon 61 sportolóval vett részt.

## Érmesek
|     | Nemzet | Arany | Ezüst | Bronz | Összesen |
| 21. | Japán  | 0     | 4     | 2     | 6        |

| Érem      | Név                | Esemény | Idő                             | Dátum      |
| --------- | ------------------ | ------- | ------------------------------- | ---------- |
| Ezüstérem | Macuda Takesi      | Úszás   | Férfi 200 méteres pillangóúszás | július 27. |
| Ezüstérem | Aya Terakawa       | Úszás   | Női 50 méteres hátúszás         | július 28. |
| Ezüstérem | Ryosuke Irie       | Úszás   | Férfi 200 méteres hátúszás      | július 29. |
| Ezüstérem | Kitadzsima Kószuke | Úszás   | Férfi 200 méteres mellúszás     | július 29. |
| Bronzérem | Ryosuke Irie       | Úszás   | Férfi 100 méteres hátúszás      | július 26. |
| Bronzérem | Yuya Horihata      | Úszás   | Férfi 400 méteres vegyesúszás   | július 31. |

## Műugrás
Férfi
| Versenyző                  | Esemény                        | Selejtező | Selejtező | Elődöntő          | Elődöntő          | Döntő             | Döntő             |
| Versenyző                  | Esemény                        | Pont      | Helyezés  | Pont              | Helyezés          | Pont              | Helyezés          |
| -------------------------- | ------------------------------ | --------- | --------- | ----------------- | ----------------- | ----------------- | ----------------- |
| Ken Terauchi               | Férfi 3 méteres műugrás        | 444.75    | 5 Q       | 426.70            | 14                | Nem jutott tovább | Nem jutott tovább |
| Sho Sakai                  | Férfi 3 méteres műugrás        | 438.15    | 7 Q       | 430.85            | 13                | Nem jutott tovább | Nem jutott tovább |
| Sho Sakai                  | Férfi 10 méteres toronyugrás   | DNS       | DNS       | Nem jutott tovább | Nem jutott tovább | Nem jutott tovább | Nem jutott tovább |
| Kazuki Murakami            | Férfi 10 méteres toronyugrás   | 448.25    | 9 Q       | 415.10            | 13                | Nem jutott tovább | Nem jutott tovább |
| Yu Okamoto Sho Sakai       | Férfi 3 méteres szinkronugrás  | 371.55    | 10 Q      |                   |                   | 395.19            | 9                 |
| Kazuki Murakami Yu Okamoto | Férfi 10 méteres szinkronugrás | 396.12    | 8 Q       |                   |                   | 380.52            | 9                 |

Női
| Versenyző                     | Esemény                     | Selejtező | Selejtező | Elődöntő          | Elődöntő          | Döntő               | Döntő               |
| Versenyző                     | Esemény                     | Pont      | Helyezés  | Pont              | Helyezés          | Pont                | Helyezés            |
| ----------------------------- | --------------------------- | --------- | --------- | ----------------- | ----------------- | ------------------- | ------------------- |
| Yuka Mabuchi                  | Női 1 méteres műugrás       | 219.50    | 29        |                   |                   | Nem jutott tovább   | Nem jutott tovább   |
| Yuka Mabuchi                  | Női 3 méteres műugrás       | 243.35    | 33        | Nem jutott tovább | Nem jutott tovább | Nem jutott tovább   | Nem jutott tovább   |
| Sayaka Shibusawa              | Női 1 méteres műugrás       | 240.80    | 20        |                   |                   | Nem jutott tovább   | Nem jutott tovább   |
| Sayaka Shibusawa              | Női 3 méteres műugrás       | 280.65    | 18 Q      | 294.60            | 14                | Nem jutott tovább   | Nem jutott tovább   |
| Mai Nakagawa                  | Női 10 méteres toronyugrás  | 304.00    | 11 Q      | 257.25            | 18                | Nem jutott tovább   | Nem jutott tovább   |
| Fuka Tatsumi                  | Női 10 méteres toronyugrás  | 261.95    | 23        | Nem jutott tovább | Nem jutott tovább | Nem jutott tovább   | Nem jutott tovább   |
| Mai Nakagawa Sayaka Shibusawa | Női 3 méteres szinkronugrás | 247.80    | 13        |                   |                   | Nem jutottak tovább | Nem jutottak tovább |

## Hosszútávúszás
Férfi
| Versenyzők     | Esemény                             | Döntő     | Döntő    |
| Versenyzők     | Esemény                             | Idő       | Helyezés |
| -------------- | ----------------------------------- | --------- | -------- |
| Yasunari Hirai | Férfi 5 kilométeres hosszútávúszás  | 56:30.6   | 12       |
| Yasunari Hirai | Férfi 10 kilométeres hosszútávúszás | 1:58:19.2 | 36       |

Női
| Versenyzők    | Esemény                           | Döntő     | Döntő    |
| Versenyzők    | Esemény                           | Idő       | Helyezés |
| ------------- | --------------------------------- | --------- | -------- |
| Yumi Kida     | Női 5 kilométeres hosszútávúszás  | DSQ       | DSQ      |
| Yumi Kida     | Női 10 kilométeres hosszútávúszás | 2:07:07.7 | 35       |
| Ayano Koguchi | Női 5 kilométeres hosszútávúszás  | 1:03:20.2 | 31       |
| Ayano Koguchi | Női 10 kilométeres hosszútávúszás | 2:11:48.9 | 42       |

## Úszás
Férfi
| Versenyző(k)                                                                           | Esemény                            | Selejtező | Selejtező | Elődöntő          | Elődöntő          | Döntő               | Döntő               |
| Versenyző(k)                                                                           | Esemény                            | Idő       | Helyezés  | Idő               | Helyezés          | Idő                 | Helyezés            |
| -------------------------------------------------------------------------------------- | ---------------------------------- | --------- | --------- | ----------------- | ----------------- | ------------------- | ------------------- |
| Takuro Fujii                                                                           | Férfi 100 méteres gyorsúszás       | 49.13     | 21        | Nem jutott tovább | Nem jutott tovább | Nem jutott tovább   | Nem jutott tovább   |
| Takuro Fujii                                                                           | Férfi 100 méteres pillangóúszás    | 51.82     | 2 Q       | 51.69             | 4 Q               | 51.75               | 5                   |
| Kobori Júki                                                                            | Férfi 200 méteres gyorsúszás       | 1:48.19   | 13 Q      | 1:48.65           | 16                | Nem jutott tovább   | Nem jutott tovább   |
| Sho Uchida                                                                             | Férfi 200 méteres gyorsúszás       | 1:48.64   | 19        | Nem jutott tovább | Nem jutott tovább | Nem jutott tovább   | Nem jutott tovább   |
| Sho Uchida                                                                             | Férfi 400 méteres gyorsúszás       | 349.70    | 17        |                   |                   | Nem jutott tovább   | Nem jutott tovább   |
| Yohsuke Miyamoto                                                                       | Férfi 800 méteres gyorsúszás       | 7:57.13   | 14        |                   |                   | Nem jutott tovább   | Nem jutott tovább   |
| Yohsuke Miyamoto                                                                       | Férfi 1500 méteres gyorsúszás      | 14:57.12  | 7 Q       |                   |                   | 15:20.67            | 8                   |
| Junya Koga                                                                             | Férfi 50 méteres hátúszás          | 25.17     | 6 Q       | 25.14             | 9                 | Nem jutott tovább   | Nem jutott tovább   |
| Junya Koga                                                                             | Férfi 100 méteres hátúszás         | 54.32     | 15 Q      | 54.16             | 14                | Nem jutott tovább   | Nem jutott tovább   |
| Ryosuke Irie                                                                           | Férfi 50 méteres hátúszás          | DNS       | DNS       | Nem jutott tovább | Nem jutott tovább | Nem jutott tovább   | Nem jutott tovább   |
| Ryosuke Irie                                                                           | Férfi 100 méteres hátúszás         | 53.99     | 8 Q       | 53.05             | 2 Q               | 52.98               | Bronzérem           |
| Ryosuke Irie                                                                           | Férfi 200 méteres hátúszás         | 1:57.58   | 6 Q       | 1:55.96           | 2 Q               | 1:54.11             | Ezüstérem           |
| Kazuki Watanabe                                                                        | Férfi 200 méteres hátúszás         | 1:57.62   | 7 Q       | 1:57.97           | 7 Q               | 1:57.82             | 8                   |
| Ryo Tateishi                                                                           | Férfi 50 méteres mellúszás         | 28.01     | 17        | Nem jutott tovább | Nem jutott tovább | Nem jutott tovább   | Nem jutott tovább   |
| Ryo Tateishi                                                                           | Férfi 100 méteres mellúszás        | 1:00.37   | 8 Q       | 1:00.36           | 9                 | Nem jutott tovább   | Nem jutott tovább   |
| Kitadzsima Kószuke                                                                     | Férfi 100 méteres mellúszás        | 59.96     | 3 Q       | 59.77             | 2 Q               | 1:00.03             | 4                   |
| Kitadzsima Kószuke                                                                     | Férfi 200 méteres mellúszás        | 2:11.17   | 6 Q       | 2:08.81           | 1 Q               | 2:08.63             | Ezüstérem           |
| Naoya Tomita                                                                           | Férfi 200 méteres mellúszás        | 2:12.73   | 15 Q      | 2:11.98           | 12                | Nem jutott tovább   | Nem jutott tovább   |
| Macuda Takesi                                                                          | Férfi 200 méteres pillangóúszás    | 1:55.98   | 5 Q       | 1:54.30           | 1 Q               | 1:54.01             | Ezüstérem           |
| Ryusuke Sakata                                                                         | Férfi 200 méteres pillangóúszás    | 1:57.66   | 20        | Nem jutott tovább | Nem jutott tovább | Nem jutott tovább   | Nem jutott tovább   |
| Yuya Horihata                                                                          | Férfi 200 méteres vegyesúszás      | 1:59.25   | 6 Q       | 1:59.47           | 8 Q               | 1:59.52             | 8                   |
| Yuya Horihata                                                                          | Férfi 400 méteres vegyesúszás      | 4:13.68   | 2 Q       |                   |                   | 4:11.98             | Bronzérem           |
| Takuro Fujii Shogo Hihara Yoshihiro Okumura Macuda Takesi                              | Férfi 4 × 100 méteres gyorsváltó   | 3:16.63   | 10        |                   |                   | Nem jutottak tovább | Nem jutottak tovább |
| Macuda Takesi Shogo Hihara Kobori Júki Yoshihiro Okumura Sho Uchida*                   | Férfi 4 × 200 méteres gyorsváltó   | 7:10.46   | 2 Q       |                   |                   | 7:10.92             | 7                   |
| Ryosuke Irie Kitadzsima Kószuke Takuro Fujii Shogo Hihara Ryo Tateishi* Macuda Takesi* | Férfi 4 × 100 méteres vegyes váltó | 3:34.82   | 4 Q       |                   |                   | 3:32.89             | 4                   |

- * Csak a selejtezőkben úsztak

Női
| Versenyző(k)                                                       | Esemény                          | Selejtező | Selejtező | Elődöntő          | Elődöntő          | Döntő               | Döntő               |
| Versenyző(k)                                                       | Esemény                          | Idő       | Helyezés  | Idő               | Helyezés          | Idő                 | Helyezés            |
| ------------------------------------------------------------------ | -------------------------------- | --------- | --------- | ----------------- | ----------------- | ------------------- | ------------------- |
| Yayoi Matsumoto                                                    | Női 50 méteres gyorsúszás        | 25.34     | 16 Q      | Visszalépett      | Visszalépett      | Nem jutott tovább   | Nem jutott tovább   |
| Natsuki Hasegawa                                                   | Női 100 méteres gyorsúszás       | 56.30     | 35        | Nem jutott tovább | Nem jutott tovább | Nem jutott tovább   | Nem jutott tovább   |
| Haruka Ueda                                                        | Női 200 méteres gyorsúszás       | 1:58.74   | 16 Q      | 1:58.28           | 14                | Nem jutott tovább   | Nem jutott tovább   |
| Hanae Ito                                                          | Női 200 méteres gyorsúszás       | 1:58.74   | 16*       | Nem jutott tovább | Nem jutott tovább | Nem jutott tovább   | Nem jutott tovább   |
| Aya Terakawa                                                       | Női 50 méteres hátúszás          | 28.34     | 4 Q       | 28.16             | 7 Q               | 27.93               | Ezüstérem           |
| Aya Terakawa                                                       | Női 100 méteres hátúszás         | 59.95     | 4 Q       | 59.81             | 8 Q               | 59.35               | 5                   |
| Aya Terakawa                                                       | Női 200 méteres hátúszás         | DNS       | DNS       | Nem jutott tovább | Nem jutott tovább | Nem jutott tovább   | Nem jutott tovább   |
| Shiho Sakai                                                        | Női 50 méteres hátúszás          | 28.89     | 19        | Nem jutott tovább | Nem jutott tovább | Nem jutott tovább   | Nem jutott tovább   |
| Shiho Sakai                                                        | Női 100 méteres hátúszás         | 1:00.34   | 7 Q       | 59.94             | 9                 | Nem jutott tovább   | Nem jutott tovább   |
| Shiho Sakai                                                        | Női 200 méteres hátúszás         | 2:09.25   | 8 Q       | 2:08.93           | 11                | Nem jutott tovább   | Nem jutott tovább   |
| Satomi Suzuki                                                      | Női 50 méteres mellúszás         | DNS       | DNS       | Nem jutott tovább | Nem jutott tovább | Nem jutott tovább   | Nem jutott tovább   |
| Satomi Suzuki                                                      | Női 100 méteres mellúszás        | 1:07.39   | 4 Q       | 1:07.68           | 9                 | Nem jutott tovább   | Nem jutott tovább   |
| Satomi Suzuki                                                      | Női 200 méteres mellúszás        | 2:27.98   | 18        | Nem jutott tovább | Nem jutott tovább | Nem jutott tovább   | Nem jutott tovább   |
| Rie Kaneto                                                         | Női 100 méteres mellúszás        | 1:09.56   | 24        | Nem jutott tovább | Nem jutott tovább | Nem jutott tovább   | Nem jutott tovább   |
| Rie Kaneto                                                         | Női 200 méteres mellúszás        | 2:27.17   | 10 Q      | 2:25.41           | 4 Q               | 2:25.36             | 5                   |
| Yuka Kato                                                          | Női 50 méteres pillangóúszás     | 26.37     | 9 Q       | 26.07             | 5 Q               | 26:02               | 6                   |
| Yuka Kato                                                          | Női 100 méteres pillangóúszás    | 58.70     | 13 Q      | 58.71             | 14                | Nem jutott tovább   | Nem jutott tovább   |
| Natsumi Hoshi                                                      | Női 100 méteres pillangóúszás    | 59.63     | 25        | Nem jutott tovább | Nem jutott tovább | Nem jutott tovább   | Nem jutott tovább   |
| Natsumi Hoshi                                                      | Női 200 méteres pillangóúszás    | 2:07.34   | 1 Q       | 2:06.65           | 2 Q               | 2:05.91             | 4                   |
| Haruka Ueda Yayoi Matsumoto Hanae Ito Natsuki Hasegawa             | Női 4 × 100 méteres gyorsváltó   | 3:39.28   | 7 Q       |                   |                   | 3:39.55             | 7                   |
| Haruka Ueda Hanae Ito Yayoi Matsumoto Misaki Yamaguchi             | Női 4 × 200 méteres gyorsváltó   | 7:57.82   | 9         |                   |                   | Nem jutottak tovább | Nem jutottak tovább |
| Aya Terakawa Satomi Suzuki Yuka Kato Yayoi Matsumoto Haruka Ueda** | Női 4 × 100 méteres vegyes váltó | 4:00.08   | 6 Q       |                   |                   | 3:57.84             | 5                   |

- * Csak a selejtezőkben úszott

## Szinkronúszás
Női
| Versenyző(k)                                                                                                 | Esemény               | Selejtező | Selejtező | Döntő  | Döntő    |
| Versenyző(k)                                                                                                 | Esemény               | Pont      | Helyezés  | Pont   | Helyezés |
| --- | --------------------- | --------- | --------- | ------ | -------- |
| Yumi Adachi                                                                                                  | Egyéni rövid program  | 91.900    | 5 Q       | 92.600 | 5        |
| Yumi Adachi                                                                                                  | Egyéni szabad program | 92.620    | 5 Q       | 92.810 | 5        |
| Yukiko Inui Chisa Kobayashi                                                                                  | Páros rövid program   | 92.600    | 5 Q       | 92.800 | 5        |
| Yukiko Inui Chisa Kobayashi                                                                                  | Páros szabad program  | 92.720    | 5 Q       | 92.710 | 5        |
| Yumi Adachi Aika Hakoyama Yukiko Inui Mayo Itoyama Chisa Kobayashi Mai Nakamura Mariko Sakai Kurumi Yoshida  | Csapat rövid program  | 92.800    | 5 Q       | 93.100 | 5        |
| Yumi Adachi Aika Hakoyama Yukiko Inui Chisa Kobayashi Risako Mitsui Mai Nakamura Mariko Sakai Kurumi Yoshida | Csapat szabad program | 92.540    | 5 Q       | 92.860 | 5        |

Tartalékok
- Miho Arai
- Yuma Kawai

## Vízilabda

### Férfi

#### C csoport
| Csapat       | M | Gy | D | V | G+ | G– | Gk  | P |
| ------------ | - | -- | - | - | -- | -- | --- | - |
| Horvátország | 3 | 3  | 0 | 0 | 43 | 16 | +27 | 6 |
| Kanada       | 3 | 2  | 0 | 1 | 28 | 25 | +3  | 4 |
| Japán        | 3 | 1  | 0 | 2 | 25 | 40 | –15 | 2 |
| Brazília     | 3 | 0  | 0 | 3 | 25 | 40 | –15 | 0 |

| 2011. július 18. 15:00 | Japán                | 5 – 11      | Kanada   | Sanghaj Nézőszám: 700 Játékvezetők: Williams (NZL), Alexandrescu (ROU) |
| 2011. július 18. 15:00 | (1–3, 2–2, 0–3, 2–3) |             |          | Sanghaj Nézőszám: 700 Játékvezetők: Williams (NZL), Alexandrescu (ROU) |
| 2011. július 18. 15:00 | öt játékos 1         | Jegyzőkönyv | Graham 5 | Sanghaj Nézőszám: 700 Játékvezetők: Williams (NZL), Alexandrescu (ROU) |

| 2011. július 20. 12:10 | Brazília             | 11 – 13     | Japán     | Sanghaj Nézőszám: 500 Játékvezetők: Brgulian (MNE), Ni Shi (CHN) |
| 2011. július 20. 12:10 | (4–2, 2–4, 1–3, 4–4) |             |           | Sanghaj Nézőszám: 500 Játékvezetők: Brgulian (MNE), Ni Shi (CHN) |
| 2011. július 20. 12:10 | Silva, Franco 3      | Jegyzőkönyv | Shimizu 4 | Sanghaj Nézőszám: 500 Játékvezetők: Brgulian (MNE), Ni Shi (CHN) |

| 2011. július 22. 10:50 | Japán                | 7 – 18      | Horvátország | Sanghaj Nézőszám: 500 Játékvezetők: Ni (CHN), Balfanvajev (KAZ) |
| 2011. július 22. 10:50 | (1–6, 1–3, 2–4, 3–5) |             |              | Sanghaj Nézőszám: 500 Játékvezetők: Ni (CHN), Balfanvajev (KAZ) |
| 2011. július 22. 10:50 | három játékos 2      | Jegyzőkönyv | Joković 3    | Sanghaj Nézőszám: 500 Játékvezetők: Ni (CHN), Balfanvajev (KAZ) |

#### A 9–12. helyért
| 34. mérkőzés 2011. július 26. 12:40 | Ausztrália           | 15 – 9      | Japán   | Sanghaj Játékvezetők: Ciric (SRB), Ni (CHN) |
| 34. mérkőzés 2011. július 26. 12:40 | (6–4, 1–1, 3–1, 5–3) |             |         | Sanghaj Játékvezetők: Ciric (SRB), Ni (CHN) |
| 34. mérkőzés 2011. július 26. 12:40 | három játékos 3      | Jegyzőkönyv | Takei 3 | Sanghaj Játékvezetők: Ciric (SRB), Ni (CHN) |

#### A 11. helyért
| 39. mérkőzés 2011. július 28. 09:30 | Románia              | 15 – 18     | Japán    | Sanghaj Nézőszám: 200 Játékvezetők: Reemnet (NED), Bock (GER) |
| 39. mérkőzés 2011. július 28. 09:30 | (4–3, 3–5, 3–5, 5–5) |             |          | Sanghaj Nézőszám: 200 Játékvezetők: Reemnet (NED), Bock (GER) |
| 39. mérkőzés 2011. július 28. 09:30 | Kádár 4              | Jegyzőkönyv | Shiota 8 | Sanghaj Nézőszám: 200 Játékvezetők: Reemnet (NED), Bock (GER) |